# Pogonotriccus
Pogonotriccus (Looftirannen) is een geslacht van zangvogels uit de familie tirannen (Tyrannidae).

## Soorten
Het geslacht kent de volgende soorten:
- Pogonotriccus chapmani – Chapmans looftiran
- Pogonotriccus eximius – Temmincks looftiran
- Pogonotriccus lanyoni – Antioquialooftiran
- Pogonotriccus ophthalmicus – Zwartoorlooftiran
- Pogonotriccus orbitalis – Brillooftiran
- Pogonotriccus poecilotis – Bonte looftiran
- Pogonotriccus venezuelanus – Geelteugellooftiran
- Pogonotriccus paulista – Sãopaulolooftiran
- Pogonotriccus difficilis – Witooglooftiran